# Apanteles isaacbermudezi
Apanteles isaacbermudezi (лат.) — вид мелких наездников рода Apanteles из подсемейства Microgastrinae семейства бракониды (Braconidae). Обнаружены в Центральной Америке: Коста-Рика (Alajuela).

## Описание
Мелкого размера перепончатокрылые насекомые: длина тела от 2,5 до 2,6 мм, длина переднего крыла 2,7-2,8 мм. Основная окраска тёмно-коричневая. Соотношение длины и ширины птеростигмы: 3,1-3,5. Паразитируют на молевидных бабочках из семейства Злаковые моли-минёры (Elachistidae), Stenoma patens.
Вид был впервые описан в 2014 году канадским энтомологом Хосе Фернандес-Триана (Jose L. Fernández-Triana; Department of Integrative Biology and the Biodiversity Institute of Ontario, Университет Гелфа, Гелф, Онтарио, Канада) и назван в честь Исаака Бермудеса за его вклад в работу (Isaac Bermúdez; ACG Programa de Sectores, Коста-Рика)
.